# Johnny (film 2010)
Johnny è un film del 2010 diretto da D.David Morin.
La pellicola è prodotta dalla Pure Flix Entertainment, specializzata in film a contenuti cristiani. Prima di uscire in dvd il film è stato presentato a diversi Festival cinematografici, tra cui il Sabaoth International Film Festival.

## Trama
Johnny, giovane ragazzino malato di leucemia, vive gli ultimi giorni che gli sono rimasti serenamente, grazie alla sua forte fede cristiana e confidando che una volta arrivata la sua ora potrà raggiungere il Paradiso. Prima di morire però ha una missione da compiere, ristabilire l'equilibrio in una famiglia che dopo un grave lutto sta andando allo sfascio.